# Ziejkowate
Ziejkowate (Chamidae) – rodzina morskich małży z rzędu Veneroida obejmująca około 70 współcześnie żyjących gatunków, potocznie nazywanych ziejkami lub szkatułkami. Większość z nich występuje w wodach strefy tropikalnej. Skorupy muszli są grube, odmiennie ukształtowane. Dolna skorupa jest mocno zagłębiona – za jej pomocą małż przytwierdza się do podłoża, na jej powierzchni często występują nieregularne, płaskie i szerokie kolce. Górna skorupa muszli jest prawie płaska – służy za pokrywkę.

## Systematyka
Rodzina obejmuje rodzaje: 
- Amphichama
- Arcinella
- Carditochama
- Chama
- Eopseuma
- Pseudochama

Rodzajem typowym rodziny jest Chama.